# Rally de Suecia de 2015
El Rally de Suecia de 2015, oficialmente 63rd Rally Sweden, fue la sexagésima tercera edición y la segunda ronda de la temporada 2015 del Campeonato Mundial de Rally. Se celebró del 12 al 15 de febrero y contó con un itinerario de 21 tramos sobre nieve que sumaron un total de 308.00 km cronometrados. Fue también la segunda ronda de los campeonatos WRC 2 y WRC 3.
Sébastien Ogier se quedó con la victoria con un tiempo de 2:55:30.5 dejando por detrás a Neuville a 6.4s y a Mikkelsen a 39.8s.

## Resultados

### Itinerario
| Bandera de Suecia  | Röjden 1 |
| Bandera de Noruega | Röjden 1 |

| Bandera de Suecia  | Röjden 2 |
| Bandera de Noruega | Röjden 2 |

Notes:
- La etapa de Röjden comenzó en Suecia y terminó en Noruega después de cruzar la frontera Suecia-Noruega.

### Power Stage
El power stage al igual que en las anteriores carreras fue la última etapa del rally y tuvo un recorrido total de 15.87 km.
| Pos | Piloto           | Coche                 | Tiempo | Dif. | Pts |
| --- | ---------------- | --------------------- | ------ | ---- | --- |
| 1   | Sébastien Ogier  | Volkswagen Polo R WRC | 8:05.6 | 0.0  | 3   |
| 2   | Thierry Neuville | Hyundai i20 WRC       | 8:10.4 | +4.8 | 2   |
| 3   | Mads Østberg     | Citroën DS3 WRC       | 8:15.5 | +9.9 | 1   |

## Clasificación final
| Pos.                  | No.                   | Piloto                | Copiloto               | Equipo                      | Coche                        | Tiempo                | Diferencia            | Puntos                |                       |
| Clasificación General | Clasificación General | Clasificación General | Clasificación General  | Clasificación General       | Clasificación General        | Clasificación General | Clasificación General | Clasificación General | Clasificación General |
| --------------------- | --------------------- | --------------------- | ---------------------- | --------------------------- | ---------------------------- | --------------------- | --------------------- | --------------------- | --------------------- |
| 1                     | 1                     | Sébastien Ogier       | Julien Ingrassia       | Volkswagen Motorsport       | Volkswagen Polo R WRC        | 2:55:30.5             | 0.0                   | 28                    |                       |
| 2                     | 7                     | Thierry Neuville      | Nicolas Gilsoul        | Hyundai Motorsport          | Hyundai i20 WRC              | 2:55:36.9             | +6.4                  | 20                    |                       |
| 3                     | 9                     | Andreas Mikkelsen     | Ola Fløene             | Volkswagen Motorsport II    | Volkswagen Polo R WRC        | 2:56:10.3             | +39.8                 | 15                    |                       |
| 4                     | 6                     | Ott Tänak             | Raigo Mőlder           | M-Sport World Rally Team    | Ford Fiesta RS WRC           | 2:57:56.5             | +2:26.0               | 12                    |                       |
| 5                     | 8                     | Hayden Paddon         | John Kennard           | Hyundai Motorsport          | Hyundai i20 WRC              | 2:59:02.0             | +3:31.5               | 10                    |                       |
| 6                     | 5                     | Elfyn Evans           | Daniel Barritt         | M-Sport World Rally Team    | Ford Fiesta RS WRC           | 2:59:23.5             | +3:53.0               | 8                     |                       |
| 7                     | 3                     | Kris Meeke            | Paul Nagle             | Citroën Total Abu Dhabi WRT | Citroën DS3 WRC              | 2:59:36.3             | +4:05.8               | 6                     |                       |
| 8                     | 21                    | Martin Prokop         | Jan Tománek            | Jipocar Czech National Team | Ford Fiesta RS WRC           | 2:59:56.5             | +4:26.0               | 4                     |                       |
| 9                     | 17                    | Yuriy Protasov        | Pavlo Cherepin         | M-Sport World Rally Team    | Ford Fiesta RS WRC           | 3:01:02.7             | +5:32.2               | 2                     |                       |
| 10                    | 4                     | Mads Østberg          | Jonas Andersson        | Citroën Total Abu Dhabi WRT | Citroën DS3 WRC              | 3:02:21.4             | +6:50.9               | 2                     |                       |
| WRC 2                 |                       |                       |                        |                             |                              |                       |                       |                       |                       |
| 1 (13.)               | 40                    | Jari Ketomaa          | Kaj Lindström          | Drive DMACK                 | Ford Fiesta R5               | 3:05:07.4             | 0.0                   | 25                    |                       |
| 2 (14.)               | 71                    | Eyvind Brynildsen     | Anders Fredriksson     | Drive DMACK                 | Ford Fiesta RRC              | 3:04:40.0             | +32.6                 | 18                    |                       |
| 3 (15.)               | 41                    | Valeriy Gorban        | Volodymyr Korsia       | Eurolamp World Rally Team   | Mini John Cooper Works S2000 | 3:08:34.8             | +3:27.4               | 15                    |                       |
| 4 (16.)               | 31                    | Yazeed Al-Rajhi       | Michael Orr            | Yazeed Racing               | Ford Fiesta RRC              | 3:08:47.6             | +2:40.2               | 12                    |                       |
| 5 (17.)               | 39                    | Pontus Tidemand       | Emil Axelsson          | Pontus Tidemand             | Ford Fiesta RRC              | 3:08:50.9             | +3:43.5               | 10                    |                       |
| 6 (18.)               | 36                    | Fredrik Åhlin         | Morten Erik Abrahamsen | Fredrik Åhlin               | Ford Fiesta R5               | 3:09:42.0             | +4:34.6               | 8                     |                       |
| 7 (23.)               | 44                    | Jaroslaw Koltun       | Ireneusz Pleskot       | C-Rally                     | Ford Fiesta R5               | 3:17:26.5             | +12:19.1              | 6                     |                       |
| 8 (24.)               | 42                    | Oleksiy Kikireshko    | Kuldar Sikk            | Eurolamp World Rally Team   | Mini John Cooper Works S2000 | 3:19:33.1             | +14:25.7              | 4                     |                       |
| 9 (25.)               | 81                    | Simone Tempestini     | Matteo Chiarcossi      | Napoca Rally Academy        | Subaru Impreza WRX STi       | 3:23:58.0             | +18:50.6              | 2                     |                       |
| 10 (26.)              | 38                    | Anders Grøndal        | Roger Eilertsen        | Anders Grøndal              | Citroën DS3 R5               | 3:26:54.4             | +21:47.0              | 1                     |                       |
| WRC 3                 |                       |                       |                        |                             |                              |                       |                       |                       |                       |
| 1 (21.)               | 53                    | Ole Christian Veiby   | Anders Jæger           | Printsport                  | Citroën DS3 R3T              | 3:16:03.5             | 0.0                   | 25                    |                       |